# Justin Benson i Aaron Moorhead
Justin Benson (nascut el 9 de juny de 1983) i Aaron Scott Moorhead (nascut el 3 de març de 1987) són un duet de cinema estatunidenc. Tots dos han treballat en la direcció, producció, edició i papers d'actuació en els seus projectes, mentre que Moorhead també és director de fotografia i Benson és escriptor.

## Vides personals
Justin Benson va néixer el 9 de juny de 1983 a San Diego, Califòrnia, Estats Units. Aaron Moorhead va créixer a Tarpon Springs, Florida i va estudiar a Palm Harbor University High School.
Quan era nen, Benson era un fan del personatge de Marvel Comics Daredevil que més tard va informar les seves contribucions a diverses sèries de televisió Marvel, en particular Daredevil: Born Again.

## Carreres
Tots dos van dirigir curts i anuncis al començament de la seva carrera, amb Moorhead dirigint la seva primera pel·lícula als 19 anys. El 2017, Benson i Moorhead, juntament amb el seu soci productor David Lawson Jr., van fundar la productora de cinema Rustic Films.
La seva primera pel·lícula, la pel·lícula de terror del 2012 Resolution, es va projectar al Festival de Cinema de Tribeca. Van descriure la seva associació com a purament col·laborativa i van triar els actors principals després de treballar amb ells en anuncis publicitaris anteriors en què havien treballat. La seva continuació, la pel·lícula romàntica de terror corporal del 2014  Spring, estrenada al Festival Internacional de Cinema de Toronto de 2014. La pel·lícula va ser elogiada públicament per Richard Linklater i Guillermo del Toro. El treball de la parella també es pot trobar a la pel·lícula d'antologia de terror V/H/S: Viral al segment titulat "Bonestorm". La seva pel·lícula L'infinit es va estrenar en competició al Festival de Cinema de Tribeca el 2017, i es va estrenar el 2018 per Well Go USA Entertainment. L’infinit, juntament amb la seva pel·lícula de 2019 Synchronic que es va estrenar al Festival Internacional de Cinema de Toronto de 2019, es troben en el mateix univers compartit que Resolution. Enmig de la pandèmia de COVID-19, el duet va crear i protagonitzar Something in the Dirt que es va rodar a l'apartament de Benson a causa de les restriccions a la indústria cinematogràfica en aquell moment.
En televisió, Benson i Moorhead han contribuït a múltiples sèries de televisió del Marvel Cinematic Universe. Després de dirigir dos episodis de Moon Knight, el duet va ser reclutat com a directors principals de la segona temporada de  Loki. Després d'una remodelació creativa important a Daredevil: Born Again, els dos van ser contractats per dirigir la majoria dels episodis.

## Filmografia

### Cinema
| Any  | Títol                 | Director | Productor | Guionista | Editor   | DoP      | Notes               |
| ---- | --------------------- | -------- | --------- | --------- | -------- | -------- | ------------------- |
| 2010 | A Glaring Emission    | Moorhead | No        | Moorhead  | Moorhead | No       |                     |
| 2012 | Resolution            | Sí       | Sí        | Benson    | Sí       | Moorhead |                     |
| 2014 | V/H/S: Viral          | Sí       | Sí        | Benson    | Sí       | Moorhead | Segment "Bonestorm" |
| 2014 | Spring                | Sí       | Sí        | Benson    | Sí       | Moorhead |                     |
| 2017 | L'infinit             | Sí       | Sí        | Benson    | Sí       | Moorhead |                     |
| 2019 | Synchronic            | Sí       | Sí        | Benson    | Sí       | Moorhead |                     |
| 2019 | After Midnight        | No       | Sí        | No        | No       | No       |                     |
| 2020 | She Dies Tomorrow     | No       | Sí        | No        | No       | No       |                     |
| 2022 | Something in the Dirt | Sí       | Sí        | Benson    | Sí       | Moorhead |                     |

Productors executius
- Things Will Be Different (2024)

### Televisió
| Any  | Títol                 | Director | Productor executiu | Episodi(s)             |
| ---- | --------------------- | -------- | ------------------ | ---------------------- |
| 2020 | The Twilight Zone     | Sí       | No                 | "8"                    |
| 2022 | Archive 81            | Sí       | No                 | "Terror in the Aisles" |
| 2022 | Archive 81            | Sí       | No                 | "Spirit Receivers"     |
| 2022 | Moon Knight           | Sí       | No                 | "Summon the Suit"      |
| 2022 | Moon Knight           | Sí       | No                 | "The Tomb"             |
| 2023 | Loki                  | Sí       | Sí                 | "Ouroboros"            |
| 2023 | Loki                  | No       | Sí                 | "Breaking Brad"        |
| 2023 | Loki                  | No       | Sí                 | "1893"                 |
| 2023 | Loki                  | Sí       | Sí                 | "Heart of the TVA"     |
| 2023 | Loki                  | Sí       | Sí                 | "Science/Fiction"      |
| 2023 | Loki                  | Sí       | Sí                 | "Glorious Purpose"     |
| 2025 | Daredevil: Born Again | Sí       | No                 | TBA                    |

### Papers d’actor
| Any  | Títol                 | Paper                     | Paper                   | Notes                      |
| Any  | Títol                 | Benson                    | Moorhead                | Notes                      |
| ---- | --------------------- | ------------------------- | ----------------------- | -------------------------- |
| 2012 | Resolution            | Justin                    | Aaron                   |                            |
| 2014 | V/H/S: Viral          | Patinador marí            | Amic del patinador marí |                            |
| 2015 | Contracted: Phase II  | Oficial atractiu          | Oficial menus atractiu  |                            |
| 2015 | Dementia              | Infermera Hollings        | N/D                     |                            |
| 2017 | L'infinit             | Justin                    | Aaron                   |                            |
| 2019 | After Midnight        | Shane                     | N/D                     |                            |
| 2022 | Something in the Dirt | Levi                      | John                    |                            |
| 2022 | Breathing Happy       | Lotus Soothing yoga voice | The golden door         |                            |
| 2023 | Loki                  | John Anglin               | Clarence Anglin         | Episodi: "Science/Fiction" |